# Bubble Comics
Bubble Comics est le plus grand éditeur de bandes dessinées russe fondé en 2011 par Artiom Gabrelianov. C'est la seule maison d'édition en Russie qui produit des bandes dessinées originales et non franchisées sur une base mensuelle. Sa liste originale se composait de quatre titres : Demonslayer, Major Grom, Friar et Red Fury, ils ont ensuite été rejoints par Exlibrium et Meteora. Les quatre titres originaux ont terminé leur course en décembre 2016 à 50 numéros chacun. En janvier 2017, quatre nouvelles séries en cours ont été lancées à leur place : Allies, Demonslayer vol. 2, Igor Grom et Realmwalkers.
En 2017, la première adaptation de la bande dessinée Bubble est sortie, un court métrage Major Grom, tourné par une filiale de Bubble Studios basé sur la bande dessinée Major Grom et est devenu une sorte de projet test dans le tournage d'adaptations de leurs propres bandes dessinées. Sur la base du succès du court métrage, la société a décidé de commencer à développer la première adaptation cinématographique basée sur ses propres bandes dessinées. En 2021 sort le premier long métrage de Bubble : Major Grom : le Docteur de Peste,.